# النظام الأوروبي للرقابة المالية
النظام الأوروبي للرقابة المالية (بالإنجليزية: European System of Financial Supervision)‏ المعروف اختصاراً بـ ESFS هو إطار عمل للإشراف المالي في الاتحاد الأوروبي والذي دخل حيز التنفيذي منذ عام 2011. يتكون النظام من السلطات الإشرافية الأوروبية والمجلس الأوروبي للمخاطر النظامية واللجنة المشتركة للسلطات الإشرافية الأوروبية، والسلطات الإشرافية الوطنية للدول الأعضاء في الاتحاد الأوروبي. تم تأسيس النظام بناءً على مقترح من قبل المفوضية الأوروبية في عام 2009 استجابة للأزمة المالية في 2007-2008 .
هناك ثلاث هيئات إشرافية أوروبية (بالإنجليزية: European Supervisory Authorities)‏ معروفة اختصاراً بـ ESAs مسؤولة عن الإشراف التحوطي الجزئي على مستوى الاتحاد الأوروبي. وهذه الهيئات هي:
- الهيئة المصرفية الأوروبية (EBA) ومقرها باريس
- هيئة الأوراق المالية والأسواق الأوروبية (ESMA) ومقرها باريس
- الهيئة الأوروبية للتأمين والمعاشات المهنية (EIOPA) ومقرها فرانكفورت

لاستكمال هذه السلطات، فإن المجلس الأوروبي للمخاطر النظامية (ESRB) مسؤول عن الرقابة التحوطية الكلية ‏ عبر الاتحاد الأوروبي. ويضم ممثلين من البنك المركزي الأوروبي والبنوك المركزية الوطنية والسلطات الإشرافية للدول الأعضاء في الاتحاد الأوروبي والمفوضية الأوروبية. يقع مقر هذا المجلس ضمن البنك المركزي الأوروبي في فرانكفورت.

## تاريخ
في سبتمبر 2010، أيد البرلمان الأوروبي صفقة لإنشاء النظام الأوروبي للرقابة المالية ليحل محل لجان المشرفين. بعد أن أثار اتفاق مبدئي تم التوصل إليه بين المفوضية الأوروبية والدول الأعضاء في ديسمبر 2009 انتقادات برلمانية. بدأت المؤسسات الثلاث عملياتها في 1 يناير 2011 واستبدلت لجان المشرفين.
- حل الهيئة المصرفية الأوروبية محل لجنة المشرفين المصرفيين الأوروبيين.
- حلت هيئة الأوراق المالية والأسواق الأوروبية محل لجنة منظمي الأوراق المالية الأوروبية
- حلت الهيئة الأوروبية للتأمين والمعاشات المهنية محل اللجنة الأوروبية لمشرفي التأمين والمعاشات المهنية.

## أنظر أيضاً
- التنظيم المالي
- اتحاد أسواق رأس المال
- الاتحاد المصرفي